# 1665 en philosophie
Chronologie de la philosophie
- 1661
- 1662
- 1663
- 1664
- 1665
- 1666
- 1667
- 1668
- 1669

L’année 1665 a été marquée, en philosophie, par les événements suivants :

## Publications
- Marin Cureau de La Chambre : Discours sur les causes du débordement du Nil. Discours de la nature divine selon la philosophie platonique (1665)

- Comenius : 
  - Lux e tenebris, 1665 - complète Lux in tenebris  ;
  - Clamores Eliae, 1665-1670 - idées sur l'amélioration du monde et la coopération internationale .

- Franciscus van den Enden : Vrye Politijke Stellingen [Libres thèses politiques].

- Jacques Du Roure : Abrégé de la vraie philosophie, 1665.

- Jakob Thomasius : Schediasma historicum .

## Décès
- 31 janvier à Duisbourg : Johann Clauberg, (Johannes Claubergius), est un savant calviniste, théologien et philosophe allemand, né le 24 février 1622 à Solingen en Westphalie.